# Дядиченко Вадим Архипович
Вадим Архипович Дядиченко (17 (30) травня 1909 , Чернігів  — 24 серпня 1973 , Київ ) — український історик, досліджував генезу права на Гетьманщині. Доктор історичних наук, професор.

## Біографія
Народився 17 (30 травня) 1909 року в місті Чернігові в сім'ї службовця. У 1925–1929 роках навчався на соціально-економічному відділенні Чернігівського інституту соціального виховання, після закінчення якого у 1929–1935 роках викладав у Миколаївському педагогічному інституті, був доцентом історичного факультету.
З серпня 1935 року — асистент Інституту історії Всеукраїнської асоціації марксистсько-ленінських інститутів. Від вересня 1936 року — аспірант, від 1938 року — молодший науковий співробітник, у 1940–1941 роках — старший науковий співробітник сектора історії феодалізму Інституту історії України АН УРСР. У 1940 році захистив кандидатську дисертацію на тему: «Семен Палій». У 1941–1944 роках — старший науковий співробітник Інституту історії і археології України АН УРСР. У 1944–1948 і 1955–1961 роках — старший науковий співробітник відділу історії феодалізму, у 1948–1955 роках — виконувач обов'язків завідувача відділу історії феодалізму, у 1961–1973 роках — завідувач відділу історії феодалізму (в тому числі у 1963–1966 роках — завідувач відділу історії досоціалістичних формацій) Інституту історії АН УРСР. У 1960 році захистив докторську дисертацію на тему: «Нариси суспільно-політичного устрою Лівобережної України кінця 17 — поч. 18 ст.». За сумісництвом у 1935–1941 і 1944–1959 роках був доцентом, а з 1962 року професором Київського державного університету.
Був нагороджений орденом Червоного Прапора та кількома медалями.

Могила Вадима Дядиченка

Помер в Києві 24 серпня 1973 року. Похований на Байковому кладовищі (ділянка № 33).

## Наукова діяльність
Основна проблематика досліджень ученого — історія Лівобережної України кінця 17-го першої чверті 18 століть та спеціальні історичні дисципліни: джерелознавство, українська історіографія та палеографія. Вивчав соціально-економічну та політичну історію України козацької доби, насамперед діяльність тогочасних українських державних установ: органів управління, суду та судочинства, організацію козацького війська.
Автор понад 50 наукових праць. Серед них:
- Полтавська битва. — К., 1962.
- Суд і судочинство на Лівобережній Україні в кінці XVII — на поч. XVIII ст. // Вісник АН УРСР. — 1958. — № 8.
- Антифеодальні повстання в Росії і на Україні в XVII—XVIII ст. — К., 1954.
- Критика буржуазно-націоналістичної фальсифікації історії України кінця XVII — першої чверті XVIII ст. // Наукові записки Інституту історії АН УРСР. — Кн. 6. — К., 1954.
- Розгром шведських загарбників на початку XVIII ст. — К., 1950.
- Мазепа — зрадник українського народу. — К., 1946.
- Семен Палій. — Уфа, 1942.

Один із співавторів підручника «Допоміжні історичні дисципліни». Працював над створенням синтетичного курсу історії України. Співавтор кількох підручників з історії України. Був членом редколегії та одним з авторів 2-х видань 2-томної «Історії Української РСР», відповідальним редактором 1-го тому «Історії селянства Української РСР» та колективної монографії «Нариси з історії історичної науки на Україні (доба феодалізму)».
Брав участь у написанні колективних праць:
- «Нарис історії України» (Уфа, 1942);
- «Визвольна війна 1648—1654 рр. і возз'єднання України з Росією» (К., 1954);
- «Очерки истории исторической науки в СССР» (Т. 1. — М., 1955);
- «250 років Полтавської битви» (К, 1959);
- Історія Української РСР (у 2-х т.) — член редколегії та один із авторів.
- «Розвиток історичної науки в Українській РСР» (К., 1970).